# Hotel (álbum)
Hotel es un álbum de Moby, lanzado en 2005, y producido por él mismo y por Sperber Brian. Este disco continúa siendo una de las creaciones de Moby en la música electrónica, dado que incluye tantos temas electrónicos como temas con ecos sónicos y vocales de la era dorada de la New Wave, a final de los años 1970.

## Listado de temas

### Disco uno:Hotel
1. "Hotel Intro" – 1:54
2. "Raining Again" – 3:43
3. "Beautiful" – 3:10
4. "Lift Me Up" – 3:14
5. "Where You End" – 3:18
6. "Temptation" – 4:52
7. "Spiders" – 3:42
8. "Dream About Me" – 3:19
9. "Very" – 3:39
10. "I Like It" – 3:42
11. "Love Should" – 3:47
12. "Slipping Away" – 3:37
13. "Forever" – 3:34
14. "Homeward Angel" – 5:37
15. "35 Minutes" (hidden track) – 5:22

### Disco dos:Hotel:Ambient(Todas las versiones excluidas de iTunes)
1. "Swear"  – 6:41
2. "Snowball"  – 4:25
3. "Blue Paper"  – 6:07
4. "Homeward Angel (Long)"  – 10:57
5. "Chord Sounds"  – 7:25
6. "Not Sensitive"  – 3:10
7. "Lilly"  – 3:53
8. "The Come Down"  – 5:18
9. "Overland"  – 6:49
10. "Live Forever"  – 7:15
11. "Aerial"  – 5:51